# Héctor Bellerín Moruno
Héctor Bellerín Moruno (Barcelona, 19 de març de 1995) és un futbolista professional català que juga com a lateral dret, actualment al Reial Betis. Ha estat internacional amb la selecció catalana i també amb la selecció espanyola.
Bellerín va començar la seva carrera al planter del FC Barcelona i es va traslladar a l'Arsenal Football Club el 2011. El 21 de novembre de 2016 va signar un contracte a llarg termini que el vinculava a l'Arsenal fins al 2023; va tornar a Barcelona el setembre de 2022, després de passar l'any anterior cedit al Real Betis Balompié.
Bellerín va jugar internacionalment amb Espanya des dels nivells sub-16 fins a sub-21. Va debutar a Espanya com a sènior el 2016 i després va ser escollit per a l'Eurocopa d'aquell any.

## Biografia

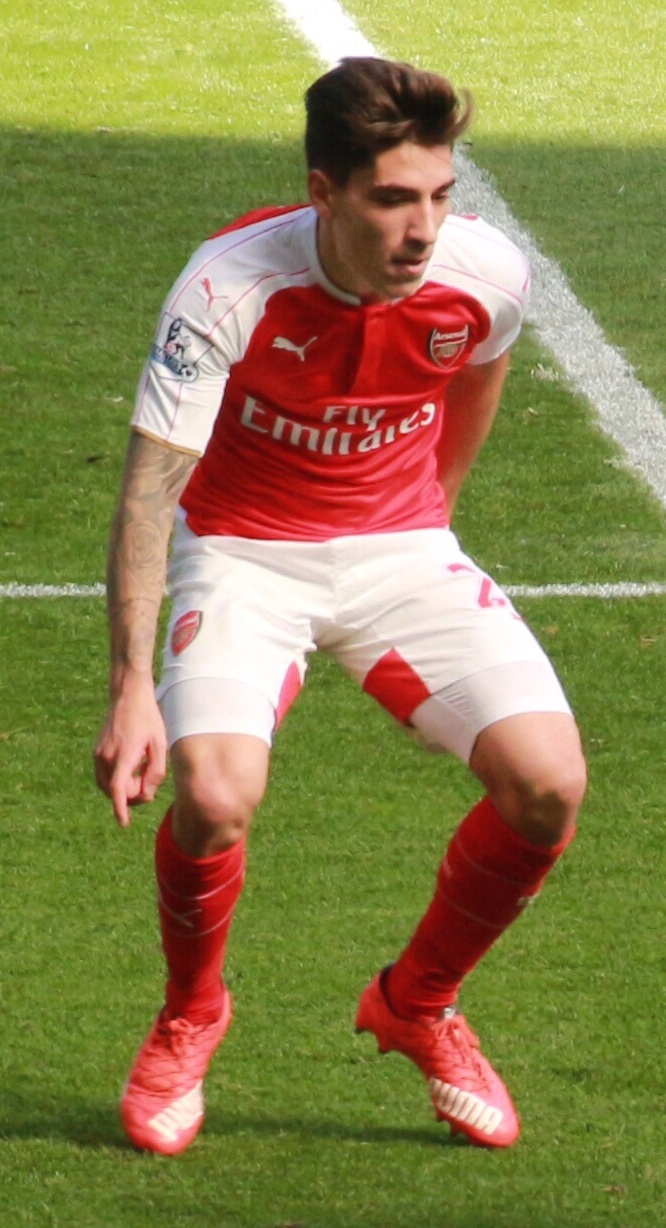
Bellerín jugant a l'Arsenal el 2015

Nascut a Barcelona, Bellerín va començar la seva carrera futbolística a l'escola Jesús Maria de Badalona. El 2003 va passar al prebenjamí del FC Barcelona, passant per totes les categories del futbol formatiu del Barça fins a cadet. Va marxar amb 16 anys a l'Arsenal l'estiu del 2011 i va signar el seu primer contracte professional l'any següent. Mentre era jugador juvenil a l'Arsenal, Bellerín també va ajudar el club a aconseguir el quart lloc de la NextGen Series de 2012-13.
Més enllà del futbol, Bellerín es compra roba de segona mà, fa servir el servei de Bicing, agafa el metro i té un cotxe elèctric i procura agafar-lo el mínim possible, atès que considera que la consciència mediambiental està lligada amb el consumisme i ha explicat que consumir «ha d'anar lligat a necessitat i no a fer-ho per gust».

## Trajectòria esportiva

### Arsenal

#### Primers anys i cessió al Watford
Va signar el seu primer contracte professional amb l'Arsenal el juliol de 2013, fent el seu debut en competició el 25 de setembre de 2013 davant el West Bromwich, com a substitut de Mikel Arteta al minut 95 de partit. Bellerín va fer el seu debut competitiu contra el West Bromwich Albion a la tercera ronda de la Copa de la Lliga el 25 de setembre de 2013, entrant al minut 95 com a substitut en una victòria en la tanda de penals després d'un empat 1-1.
Dos mesos després, Bellerín fou cedit al Watford de l'English Football League Championship amb un contracte de cessió de dos mesos, i va debutar-hi contra el Yeovil Town vuit dies després de signar. El préstec al Watford es va prorrogar fins al final de la temporada, però l'Arsenal el va retirar el febrer de 2014.

#### 2014–15: primera victòria a la FA Cup
Després de les lesions de Mathieu Debuchy, Calum Chambers i Nacho Monreal, Bellerín va debutar a la Lliga de Campions el 16 de setembre de 2014 en una derrota per 2-0 davant el Borussia Dortmund. Va marcar el seu primer gol amb l'Arsenal l'1 de febrer de 2015, en una victòria per 5-0 contra l'Aston Villa, i va afegir un segon el 4 d'abril per obrir una victòria per 4-1 contra el Liverpool FC tot i que també va concedir un penal sobre Raheem Sterling.
Bellerín va ser seleccionat per titular a l'Arsenal a la final de la FA Cup del 2015 el 30 de maig, ajudant a l'equip a mantenir la porteria sense gols en una victòria per 4-0 sobre l'Aston Villa a l'estadi de Wembley.

#### 2015–18: Equip de l'any de la PFA, segona victòria de la FA Cup
Va signar un nou contracte a llarg termini abans de la temporada 2015-16 i va jugar la totalitat de la victòria de l'Arsenal per 1-0 sobre el seu rival Chelsea FC a la FA Community Shield 2015. Va ser l'únic jugador de l'Arsenal a la llista de l'Equip de l'Any de la PFA de la temporada, i va quedar en tercer lloc en la votació del Jugador de la Temporada de l'Arsenal. El 21 de novembre de 2016, va signar un nou contracte a llarg termini després d'acordar un acord que el vinculava al club fins al 2022.
Bellerín va participar la temporada següent al llarg de la victoriosa campanya de la FA Cup de l'Arsenal 2016-17. Va jugar a la final de la Copa que l'Arsenal va guanyar per un resultat de 2-1 contra el Chelsea. Va tornar a triomfar als Gunners aixecant el Community Shield 2017 en vèncer el Chelsea per 4-1 als penals.
Bellerín va marcar el seu primer gol de la temporada 2017-18 de l'Arsenal en la victòria de l'Arsenal per 3-1 sobre el 1. FC Köln. El 3 de gener de 2018, Bellerín va propiciar un empat per a l'Arsenal contra el Chelsea amb el qual BBC Sport va descriure com un "impressionant xut en el temps de descompte" al minut 92, després d'haver concedit un penal per una falta a Eden Hazard. Bellerín va jugar tot el partit quan l'Arsenal va perdre la Copa EFL per 3-0 davant el Manchester City a Wembley. El 7 de març de 2018, Bellerín va ser descartat del partit d'anada de la Lliga Europa contra l'AC Milan amb una data de tornada desconeguda.

#### 2018–21: lesió, tercera victòria de la FA Cup
Bellerín es va perdre les cinc primeres setmanes de la temporada 2018-19 a causa d'un problema físic. Durant un partit de lliga contra el Chelsea FC el 19 de gener va patir una ruptura del lligament creuat anterior (LCA) al genoll esquerre i va haver de sortir del terreny de joc al minut 70 a l'Emirates Stadium. Més tard va ser descartat durant nou mesos, per la qual cosa es va perdre la resta de la temporada i l'inici de la temporada 2019-20.
El 24 de setembre de 2019, Bellerín va tornar d'una lesió com a substitut en la victòria de l'Arsenal per 5-0 contra el Nottingham Forest a la Copa EFL. El 21 de gener de 2020, va marcar al minut 87 per ajudar l'Arsenal a guanyar un empat 2-2 contra el Chelsea FC a la Premier League. Aquest va ser el seu únic objectiu assolit durant la temporada. L'1 d'agost de 2020, Bellerín va ser seleccionat com a titular a la final de la FA Cup contra el Chelsea, i va guanyar la seva tercera medalla de guanyadors quan l'Arsenal va guanyar la seva 14a FA Cup.
El 14 de febrer de 2021, Bellerín va marcar el seu primer gol de la temporada 2020-21 en una victòria per 4-2 contra el Leeds United FC a la Premier League.

#### 2021-22: Cedit al Reial Betis
El 31 d'agost de 2021, Bellerín va tornar a Espanya després d'una dècada, i va fitxar pel Reial Betis amb un préstec durant tota la temporada.

### FC Barcelona
L'1 de setembre de 2022, Bellerín va tornar a Barcelona després de la rescissió del seu contracte amb l'Arsenal, tot i que el club anglès retenia un 25% d'una futura venda. Havia signat per cobrir la baixa per lesió del lateral dret Sergiño Dest; El Barça havia pretès abans César Azpilicueta, però aquest va preferir renovar amb el Chelsea FC.
Bellerín va debutar amb el Barça el 10 de setembre, com a titular, en una victòria per 4–0 contra el Cadis CF. Amb només dues aparicions més en dues suplències, va totalitzar 141 minuts en lliga fins a final d'any. El gener de 2023, Bellerín va dir al diari Ara que el seu salari anual estava en 500,000 euros, lluny del de la majoria dels seus companys i va abogar per tal que els futbolistes cobressin menys i paguessin més impostos.

### Sporting CP
El 31 de gener de 2023, Bellerín va signar contracte per l'Sporting CP de la Primeira Liga. Va debutar sis dies més tard en una victòria contra el Rio Ave en què va entrar com a suplent. Va jugar 13 partits en total amb l'equip de Lisboa, marcant una vegada el 27 de febrer per obrir una victòria a casa per 2-0 contra el GD Estoril-Praia; faltaven dos anys per que fes un mes del seu darrer gol, que va fer per l'Arsenal contra el Leeds.

### Retorn al Betis
El 18 de juliol de 2023, Bellerín va tornar al Betis amb un contracte de cinc anys, en un traspàs gratuït.

## Internacional

### Catalunya
El 29 de maig de 2024 va disputar amb la selecció catalana el partit contra el Panamà, que va acabar en un empat a 2, a l'Estadi de la Nova Creu Alta.

### Espanya
Ha estat internacional en les categories de la selecció espanyola des sub-16 fins sub-21. El 2016 va ser cridat per primera vegada amb la selecció absoluta com a jugador de suport als seleccionats per a l'Eurocopa de 2016. Va debutar, així, davant Bòsnia en un amistós que va guanyar el combinat espanyol per 3-1. Finalment, el seleccionador Vicente del Bosque va decidir integrar-lo en la convocatòria definitiva a causa de la lesió de Daniel Carvajal.

## Estil de joc
Al començament de la seva carrera, Bellerín era conegut pel seu ritme, que li permetia alhora enfrontar-se als defensors contraris i oferir cobertura defensiva. Al començament de la temporada 2014-15, va trencar el rècord de velocitat dels 40 metres de Theo Walcott per 1/100 de segon. Tot i que s'ha vist frenat a causa de les lesions, va ser considerat com un dels futbolistes més ràpids del món durant els seus primers anys a l'Arsenal i era conegut per haver fet moltes vegades sprint amb l'esperança de crear oportunitats d'atac per als seus companys d'equip així com per fer recuperacions defensives clau.

## Palmarès

### Club
Arsenal FC
- FA Cup: 2014–15, 2016-17, 2019-20
- FA Community Shield: 2015, 2017, 2020

Real Betis
- Copa del Rei: 2021-22

FC Barcelona
- Supercopa d'Espanya: 2023[47]